# Interleukine-10
Interleukine-10 (IL-10), is een menselijk cytokine met als oude naam "cytokine-synthese inhiberende factor" (CSIF). Het is een anti-inflammatoir cytokine dat productie van IFN-γ, IL-2, IL-3, TNF-α en GM-CSF door cellen als macrofagen en type-1helpercellen inhibeert (remt).  